# Övertjärnen (Forsa socken, Hälsingland)
Övertjärnen är en sjö i Hudiksvalls kommun i Hälsingland och ingår i Harmångersån-Delångersåns kustområde. Sjöns area är 0,009 kvadratkilometer och den befinner sig 85 meter över havet.